# Zarren
Zarren (vls. Zarrn) – dzielnica (deelgemeente) gminy Kortemark w Belgii, w Regionie Flamandzkim, w prowincji Flandria Zachodnia, w okręgu Diksmuide. 1 stycznia 2020 roku liczyła 2143 mieszkańców. Do 31 grudnia 1970 samodzielna gmina. W latach 1971–1977 tworzyła wraz z Werken gminę Zarren-Werken.
Zarren doznało dużych zniszczeń i strat w mieszkańcach podczas I wojny światowej w bitwie pod Passchendaele znana także jako Trzecia bitwa pod Ieper – jedna z najkrwawszych bitew I wojny światowej.

## Przyroda
Krajobraz miejscowości składa się z trzech części: północnej w której zlokalizowane jest centrum Zarren, położonej wzdłuż strumienia Handzamevaart i Zarrebeek, południowej ze wzniesieniem rozciągającym się od Esen poprzez Zarren do Staden i dalej do wzgórz West-Vlaams Heuvelland. W tej części znajduje się też najwyższy punkt dzelnicy (43 m n.p.m.).

## Turystyka
W Zarren znajdują się dwa stare, odrestaurowane wiatraki. Jeden z najwyższych, kamiennych wiatraków w Belgii – Couchez i najstarszy w Zarren – drewniany wiatrak Wullepit. Obydwa wiatraki stanowią atrakcję turystyczną i są otwarte dla zwiedzających.